# 荒川義太郎

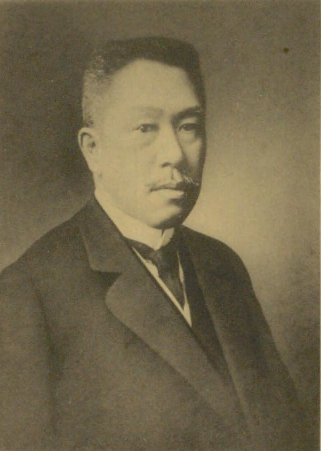
荒川義太郎

荒川 義太郎（あらかわ よしたろう、1862年 11月19日（文久2年9月28日）- 1927年（昭和2年）4月1日）は、日本の内務官僚・政治家。官選県知事、横浜市長、貴族院議員、錦鶏間祗候。

## 経歴
荒川利貞の長男として武蔵国豊島郡に生まれる。1884年、東京大学法学部を卒業し、内務省に入り御用掛となる。
1886年8月、岡山県書記官に就任。以後、内務省参事官、富山県・群馬県・神奈川県の各書記官、兼臨時横浜築港局次長などを歴任。
1897年11月、35歳の若さで鳥取県知事に就任。産業振興、賀露港修築を推進した。1899年5月、三重県知事に転じた。1900年1月、香川県知事となり、同年10月には長崎県知事に転じた。長崎県細菌検査所設置などの伝染病対策、長崎港第二期改良工事を推進し、1910年9月まで在任し退官。同年同月から1913年11月まで横浜市長を務めた。
1910年12月3日、錦鶏間祗候となる。同年12月27日、貴族院勅選議員に任じられ、茶話会に属し死去するまで在任。その他、日本大博覧会評議員、神奈川県防疫顧問、臨時大都市制度調査会委員などを務めた。

## 栄典・受章・受賞
位階
- 1886年（明治19年）11月27日 - 従七位[3]
- 1891年（明治24年）12月24日 - 従六位[4]
- 1896年（明治29年）2月10日 - 従五位[5]
- 1897年（明治30年）11月30日 - 正五位[6]
- 1902年（明治35年）12月20日 - 従四位[7]
- 1908年（明治41年）2月29日 - 正四位[8]
- 1910年（明治43年）10月31日 - 従三位[9]

勲章等
- 1890年（明治23年）3月1日 - 大日本帝国憲法発布記念章[10]
- 1898年（明治31年）12月28日 - 勲四等瑞宝章[11]
- 1902年（明治35年）12月27日 - 勲三等瑞宝章[12]
- 1906年（明治39年）4月1日 - 勲二等旭日重光章[13]・明治三十七八年従軍記章[14]

外国勲章佩用允許
- 1910年（明治43年）3月22日 - ロシア帝国：神聖スタニスラス第一等勲章[15]